# Druhá minská dohoda

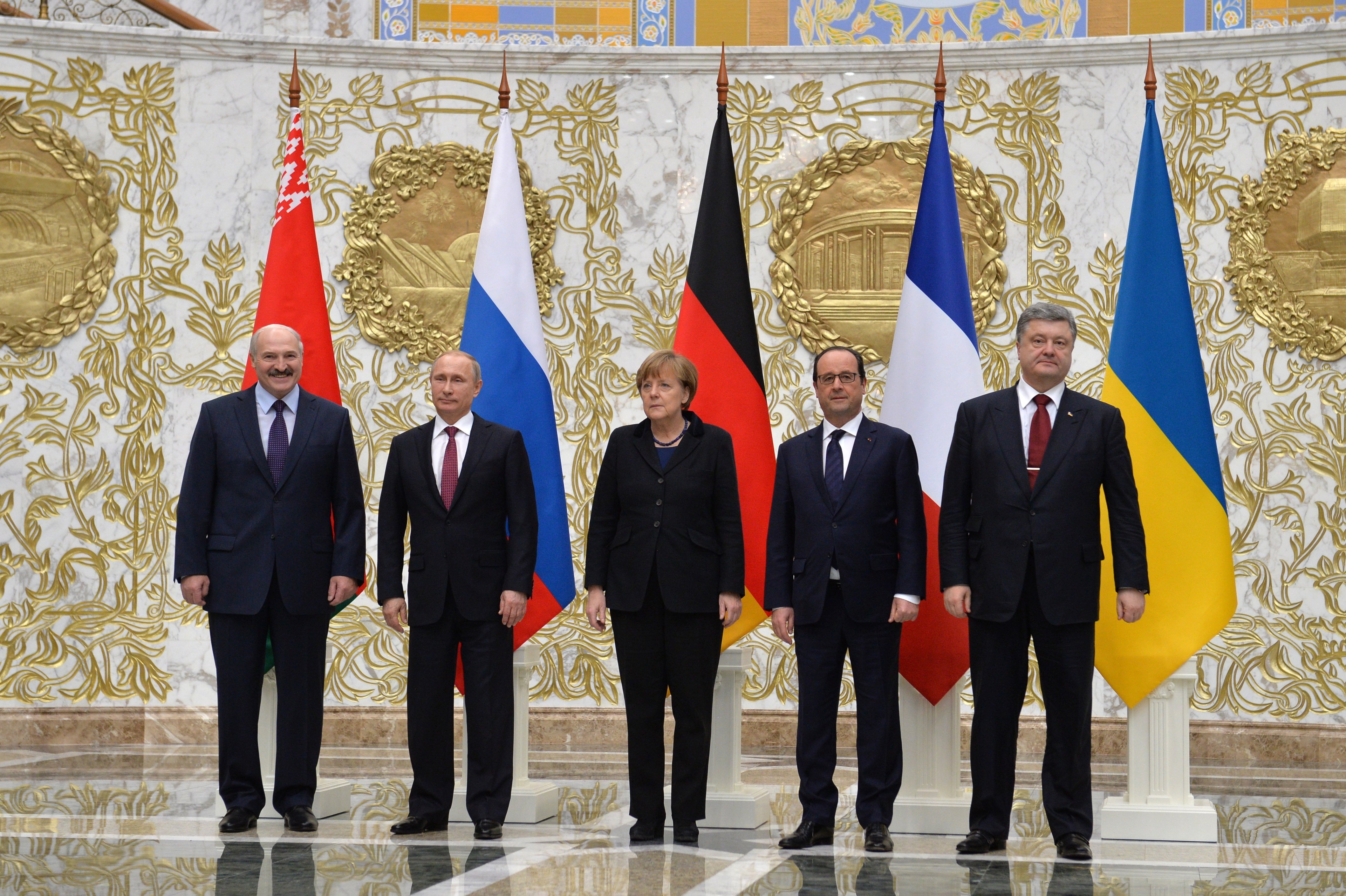
Nejvyšší představitelé Běloruska, Ruska, Německa, Francie a Ukrajiny na summitu v Minsku

Poté, co v lednu 2015 definitivně zkolabovala první dohoda o příměří mezi stranami zúčastněnými ve válce na východě Ukrajiny známá jako Minský protokol, byla na 11. až 12. února 2015 naplánována schůzka vrcholných představitelů Ukrajiny, Ruska, Francie a Německa pod záštitou Organizace pro bezpečnost a spolupráci v Evropě (OBSE) a s podporou běloruského prezidenta Alexandra Lukašenka, která měla řešit kolaps předešlé úmluvy, dohodnuté na nižší diplomatické úrovni. Z jednání vzešla nová mírová dohoda podepsaná 12. února 2015, která je označována jako Minsk II nebo Druhá minská dohoda. Jejím cílem bylo oživení účinnosti předešlého minského protokolu a zastavení bojů mezi ukrajinskou armádou a vojenskými silami proruských separatistů. Příměří mělo začít platit počínaje půlnocí 15. února 2015. Západní státy vázaly úplné zrušení i jakékoliv ulehčení mezinárodních sankcí proti Rusku dodržováním dohody tímto jejím signatářem.

## Jednání čtyř státníků v Minsku

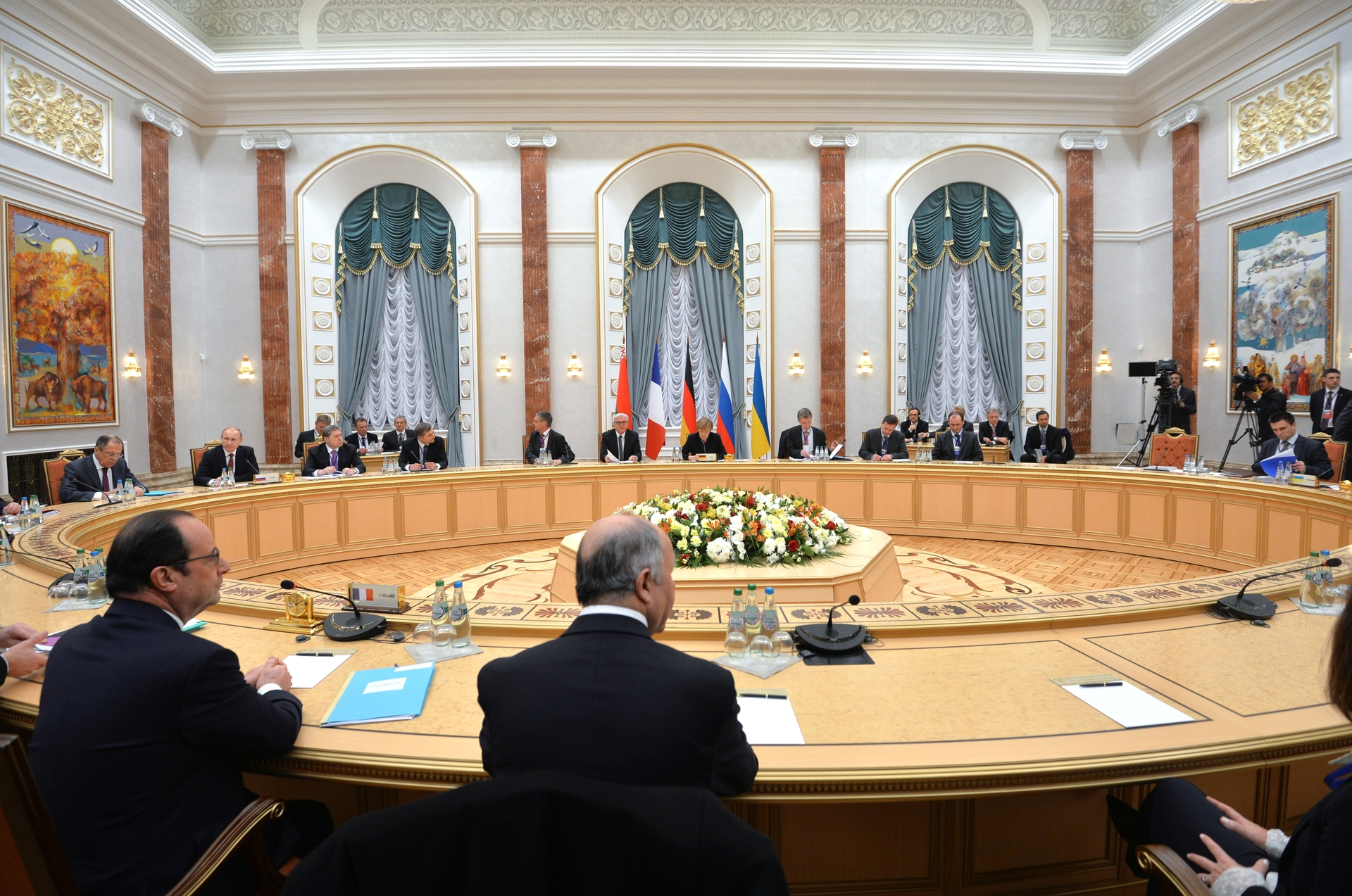
Vyjednávání v konferenčním sále v Minsku, 11. února 2015

Od 11. února navečer se jednání čtyř státníků, a to německé kancléřky Merkelové, francouzského prezidenta Hollanda, ruského prezidenta Putina a prezidenta Ukrajiny Petro Porošenka v Minsku uskutečnilo. Byly nejen projednány výsledky jednání zmíněné kontaktní skupiny a paralelních jednání diplomatů těchto čtyř států, ale přímo mezi státníky bylo intenzívně vyjednáváno. Prezident Putin trval na tom, že ukrajinské jednotky v oblasti města Debalceve jsou obklíčeny (viz Boje o Debalceve). Dne 12. února 2015 dopoledne dohodli státníci jmenovaných čtyř mocností ústně příměří pro východní Ukrajinu a celkem 13 bodů nutných opatření, která měla být splněna postupně jedno po druhém.
Písemnou dohodu o klidu zbraní podepsali pod záštitou OBSE stejní lidé, kteří podepsali první protokol z Minska:
- za OBSE švýcarská diplomatka Heidi Tagliaviniová
- za Ukrajinu její bývalý prezident Leonid Kučma
- za Rusko ruský velvyslanec na Ukrajině Michail Zurabov
- za vzbouřenecké republiky jejich vůdci Alexandr Zacharčenko a Igor Plotnickij

## Dohoda
Dojednaný klid zbraní a stažení těžké vojenské techniky na dohodnuté vzdálenosti (tři pásma podle dosahu zbraní) byly stvrzeny písemně v rámci tzv. kontaktní skupiny, tj. za účasti proruských separatistů a Ukrajiny, a vstoupily v platnost 15. února 2015 okamžitě s úderem půlnoci. Dohoda dále určovala, že bude zajištěno efektivní sledování a ověřování příměří ze strany OBSE, amnestie a zákaz pronásledování a trestání osob v souvislosti s událostmi v Doněcku a Luhansku a propuštění všech rukojmí jak z Ukrajinské armády, tak z povstaleckých skupin. Stažení všech zahraničních ozbrojených útvarů a zařízení pod dohledem OBSE. Obnovení kontroly nad státní hranicí ukrajinskou vládou v celé zóně konfliktu mělo začít první den po komunálních volbách a dokončeno mělo být po provedení úplné politické regulace. Měla být provedena ústavní reforma, klíčovým prvkem měla být decentralizace a schválení trvalých právních předpisů o zvláštním postavení některých rajónů Doněcké a Luhanské oblasti s místní samosprávou, dohodnutých se zástupci těchto území.

## Dodržování dohody
Ačkoli po příměří v půlnoci místního času 15. února 2015 boje obecně utichly, potyčky a ostřelování pokračovaly v několika částech zóny konfliktu. Navzdory dohodě o vytvoření třicetikilometrové nárazníkové zóny bez těžké vojenské techniky okolo linie příměří se první den příměří k frontě u Debalceva přesouvaly ruské tanky T-72B3 a povstalci dál na město útočili. Podle tehdejšího vůdce Doněcké lidové republiky (DLR) Alexandra Zacharčenka se příměří nevztahovalo na tuto oblast. Obě strany prohlásily, že nestáhnou těžké zbraně, dokud budou boje v Debalceve pokračovat. Ráno 18. února Debalceve padlo a mnoho světových politiků ostře odsoudilo porušování nových dohod povstalci a pohrozilo Rusku dalšími sankcemi za jejich podporu. Při stahování ukrajinských vojáků z města došlo k velkým ztrátám, když byli při ústupu ostřelováni těžkou technikou povstalců. Separatisté do města ustavičně odmítali vpustit pozorovatele OBSE, kteří opakovaně trvali na okamžitém zastavení bojů dle nových dohod z Minsku. Ofenzivní akce separatistů přitom v noci probíhaly i v dalších oblastech - u doněckého letiště a v Šyrokyne u Mariupolu. Dopoledne pak separatisté podle neověřených informací zahájili útok za pomocí raketového systému Grad na obec Trojicke.
Po týdnu po pádu Debalceve boje v zóně konfliktu opadly. Povstalci začali stahovat dělostřelectvo z předních linií 24. února a ukrajinská armáda tak učinila 26. února.
Parlament Ukrajiny schválil zákon o zvláštním statusu pro Donbas dne 17. března 2015. Zákon byl okamžitě kritizován ukrajinskými politiky, separatistickými vůdci i ruskou vládou. Podle člena Radikální strany Oleha Ljaška je zákon „hlasem pro de-facto uznání okupace Donbasu“. Ruský ministr zahraničí Sergej Lavrov prohlásil, že tento zákon byl „ostrým odklonem od dohod z Minsku“. Zástupci separatistů uvedli, že zákon byl jednostrannou modifikací Minsku II, jelikož nebyl jimi odsouhlasený.
6. června 2015 se švýcarská diplomatka Heidi Tagliaviniová rozhodla rezignovat na funkci zmocněnkyně OBSE pro Ukrajinu, protože vzhledem k nevůli obou znepřátelených stran na mírovém urovnání donbaské krize považovala svou misi za zbytečnou.
Komunální volby se na Ukrajině konaly 25. října 2015. Ovšem vůdce DLR Alexander Zacharčenko vydal dekret, že se komunální volby v DLR budou konat dne 18. října. Toto ihned kritizoval prezident Petro Porošenko s tím, že takové rozhodnutí je „extrémně nezodpovědné“. OBSE uvedla, že vyšle pozorovatele na volby v zóně konfliktu jen pokud je Ukrajina vyzve, aby tak učinila. Jak je uvedeno v Druhé minské dohodě, komunální volby v separatistických územích by musely být pozorovány OBSE, aby se mohly považovat za legitimní. Ukrajinské volby se nakonec konaly bez účasti regionů Doněcka a Luhanska. Zacharčenko volby mnohokrát oddálil a prohlásil, že v roce 2017 se volby buď budou pořádat v rámci dohod z Minsku, nebo se budou konat nezávisle.